# Нижний парк (Петергоф)
Ни́жний парк — часть дворцово-паркового ансамбля «Петергоф». Располагается в Петергофе между Большим Петергофским дворцом и побережьем Финского залива.

## История
Основа планировки парка была заложена И.-Ф. Браунштейном в 1710—1711 годах. В феврале 1717 года Ж.-Б. Леблон предоставил «Водяной план» по программе убранства фонтанами, в частности, Нижнего парка, многие каскады и фонтаны были сооружены летом 1721 года по программе Н. Микетти, оформление центрального ансамбля парка было значительно изменено в 1723 году. Окончательно планировка парка сложилась в 70-е годы XVIII века.

## Описание
Нижний парк, в плане представляющий собой удлинённый треугольник, имеет площадь около 102 гектаров. Парк растянулся с запада на восток вдоль кромки берега Финского залива на 2,5 километра, в то время как его протяжённость с юга на север составляет всего 500 метров.
Архитекторы И. Ф. Браунштейн, Ж. Б. Леблон, М. Г. Земцов по плану Петра I

### Ансамбль центральной части
Фонтан «Самсон, раздирающий пасть льва»
По первоначальному замыслу в центре Большого каскада должна была находиться фигура Геракла, побеждающего Лернейскую гидру, однако при строительстве Геракл был заменён на Самсона, разрывающего пасть льву.
Считается, что фигура Самсона появилась в связи с Полтавской победой русских войск над шведами, одержанной в день Сампсона Странноприимца. Лев же связывается со Швецией, так как именно этот символ присутствует на гербе страны и до наших дней.
Фонтан-монумент был установлен в 1735 году.
Фонтан сильно пострадал в ходе Великой Отечественной войны. Оригинальная статуя Самсона была утрачена. В 1941 году, во время наступления нацистов на Ленинград, статуя была спешно демонтирована, вывезена и закопана в окрестностях Петергофа работниками музея. На обратном пути грузовик попал под обстрел и все участники акции погибли. Место с «захоронением» статуи Самсона остаётся неизвестным. Восстановленный ансамбль, но уже с позолоченной статуей, открыт 14 сентября 1947 года.
|          |         |                   |                 |         |       |          |
| Дискобол | Ганимед | Гладиатор Боргезе | Фонтан «Самсон» | Галатея | Юнона | Германик |

Морской канал и аллея фонтанов
Воронихинские колоннады

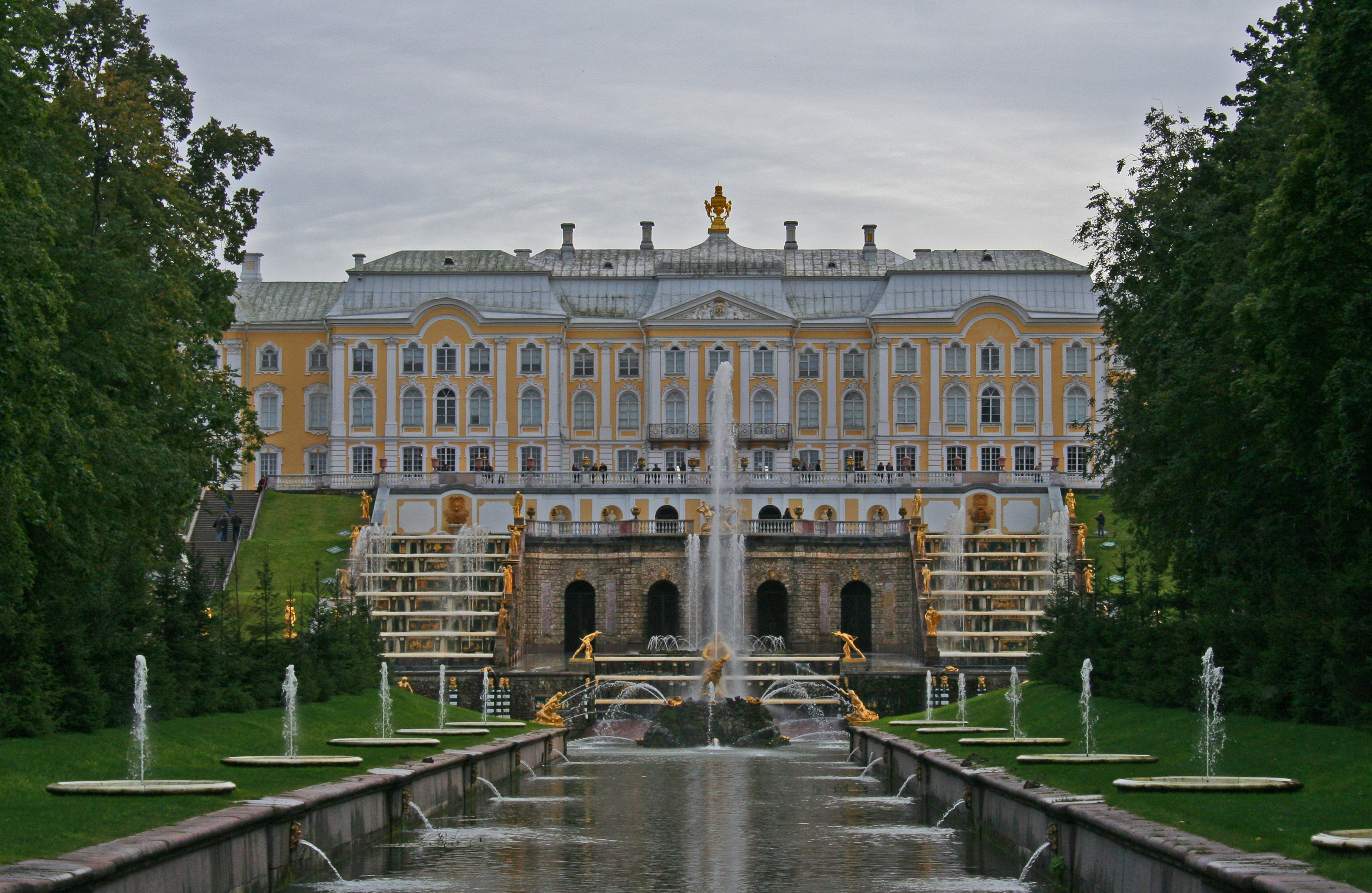
Большой дворец и Морской канал

Мраморные Воронихинские колоннады (1800—1803 гг.) получили своё название по имени их создателя бывшего крепостного А. Воронихина, которому за проект петергофских колоннад было присвоено звание архитектора. Составленные из парных колонн колоннады завершаются павильонами с высокими купольными крышами. В центре каждого купола — невысокий фонтан. На плоских кровлях колоннад-фонтаны в виде изящных золоченых ваз. Входы стерегут гранитные львы, высеченные по моделям И. Прокофьева. Колоннады были отреставрированы в 1966 году.
Фонтаны «Адам» и «Ева»

### Ансамбль западной части

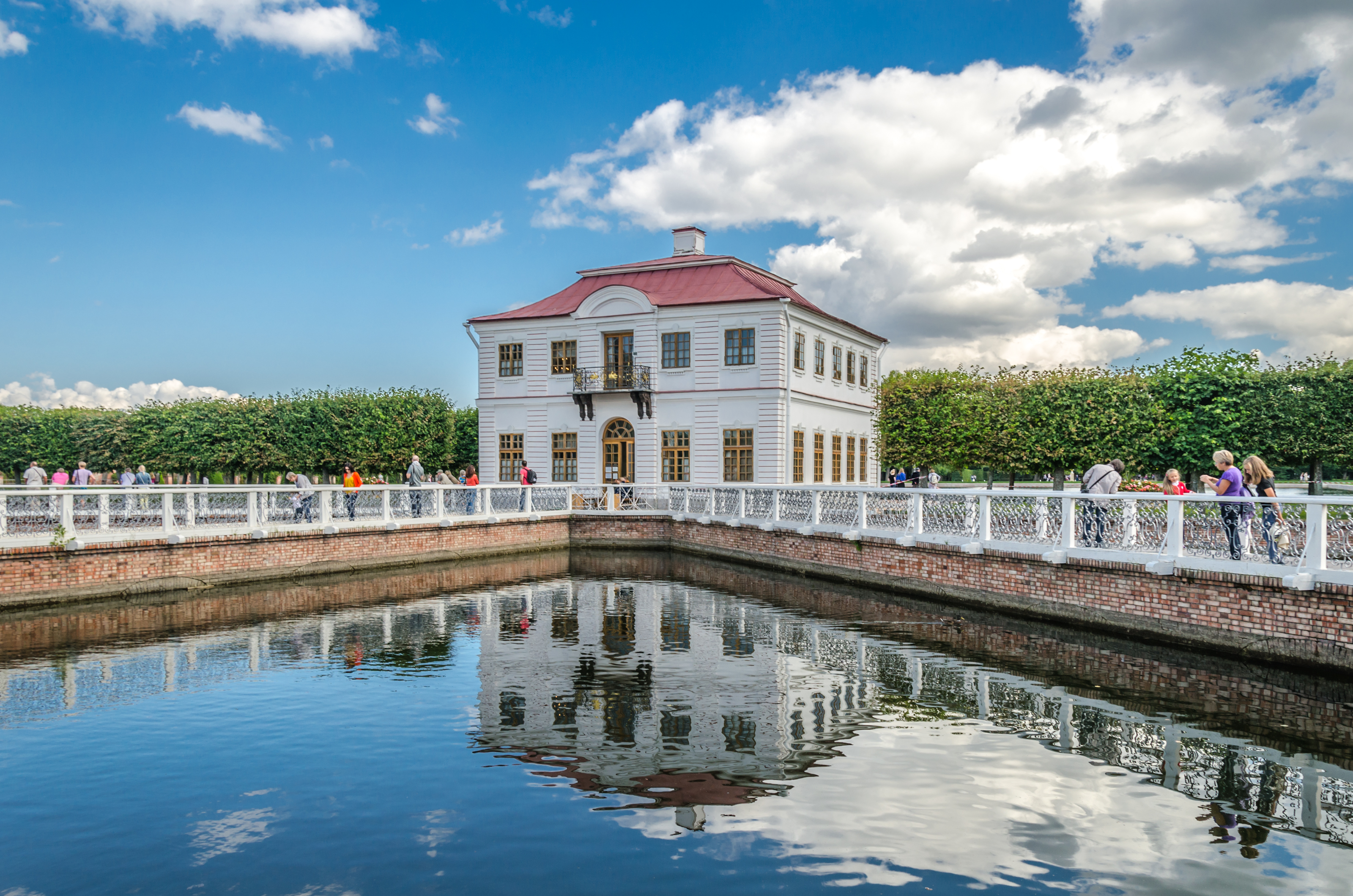
Дворец Марли

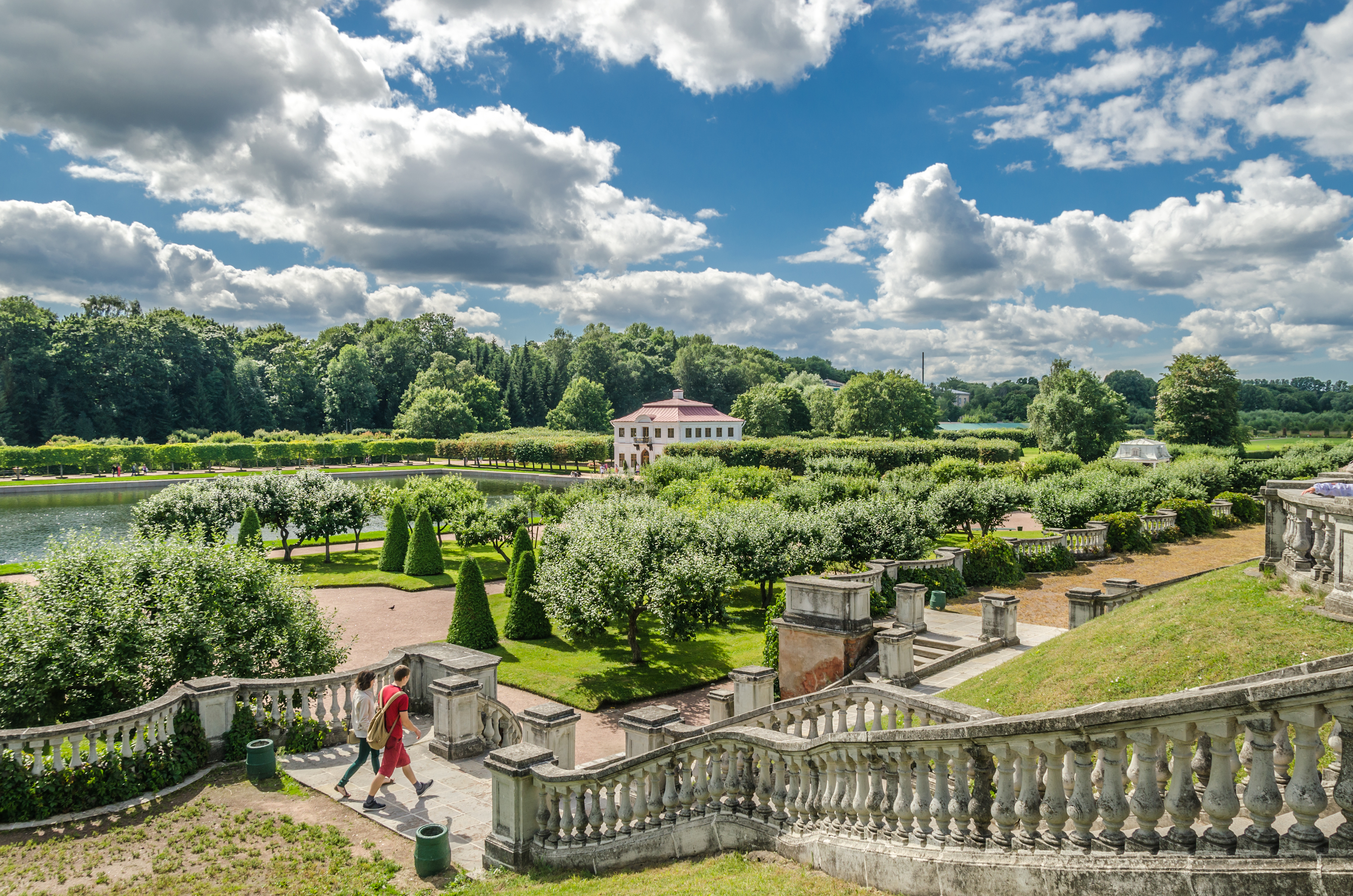
Вид на сад Венеры Нижнего парка

Дворец Марли — главное сооружение западной части Нижнего парка. Несмотря на небольшие размеры, он играет важную роль в общей структуре всего ансамбля. От дворца лучеобразно отходят три главные аллеи, прорезающие парк с запада на восток: центральная — Марлинская, северная — Малибанская и южная — берёзовая.
Дворец стоит на искусственной перемычке между большим Марлинским прудом и Секторальными прудами. Высокий насыпной вал, расположенный к северу от Марли, защищает дворец и Марлинский сад от ветра с Финского залива. Фасад дворца с высокой крышей и тонким кружевом балконных решёток очень изысканный и изящный.
Проект «Малых приморских палат» (так Марли первоначально упоминался в документах XVIII века), создал архитектор И. Браунштейн. По первоначальному замыслу строение должно быть одноэтажным, но во время постройки Пётр I приказал надстроить второй этаж. Всего во дворце 12 помещений, не считая лестницы и двух коридоров, и все они небольшого размера. Необычно то, что во дворце нет традиционного парадного зала. Пётр I отводил эту роль вестибюлю («Переднему залу»).
Новый дворец получил название Марли на манер резиденции французских королей в Марли-ле-Руа близ Парижа, которую Пётр Великий посетил во время своего пребывания во Франции в 1717 году, и предназначался для проживания знатных особ. Но уже в середине XVIII века он был превращён в своеобразное хранилище предметов, связанных с именем Петра Великого.
В 1899 дворец был полностью разобран для постановки на новый фундамент, так как по стенам здания пошли трещины. В процессе работ все подлинные детали отделки были сохранены.
Разрушенный в годы Великой Отечественной войны, дворец был восстановлен по проекту Е. Казанской и А. Гессена и открыт для посетителей в 1982 году. В настоящее время Марли закрыт на реставрацию.
Каскад «Золотая гора»
Каскад «Золотая гора» назван так потому, что вертикальная часть ступеней каскада отделана золоченым медным листом. Если смотреть на каскад снизу, стоя у подножия, то создается впечатление струящегося золотого потока. Расположен около дворца «Марли».
Фонтан «Китовый»
Первоначально композиция фонтана была такова — в центре помещалась вырезанная из дерева семиметровая сказочная «Рыба-кит», по сторонам — свинцовые «морские быки», отлитые в Петербурге П. Луковниковым и прочеканенные А. Куломзиным. Лаковых дел мастер Г. Брумкорст расписал скульптуры, что придало оформлению фонтана ещё более живописный характер.
В 1963 году после разрушения всего парка в Великую Отечественную войну фонтан был воссоздан по чертежам XIX века. Сейчас на струе из фонтана держится и вращается металлический шар.
Памятник Петру I
Воссоздан в 1954 году на месте утерянного во время Великой Отечественной войны памятника императору Петру I, автором которого являлся скульптор Марк Антокольский. Считается каноническим изображением Петра Великого.

### Ансамбль восточной части
Каскад «Шахматная гора» (Каскад драконов)

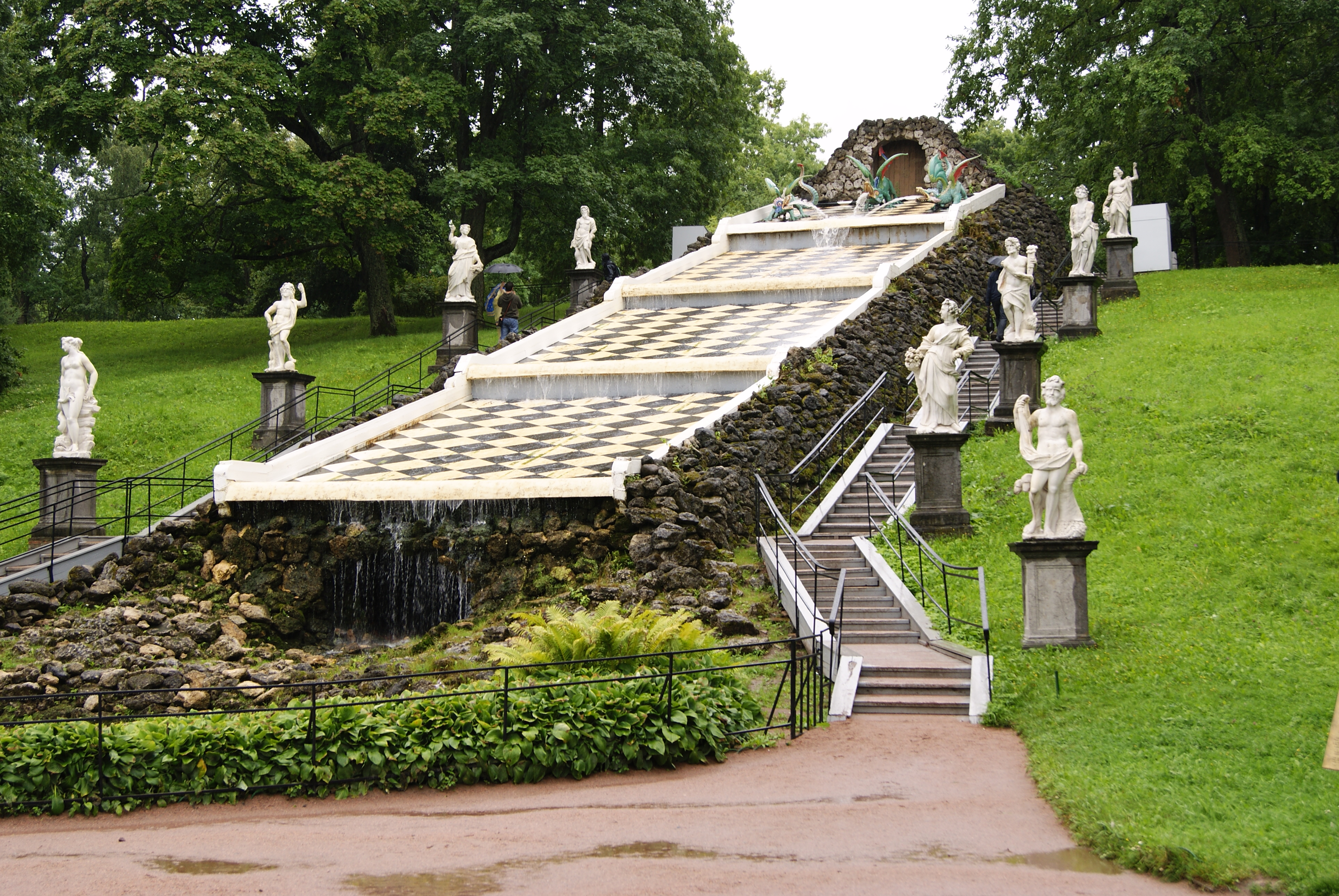
Каскад «Шахматная гора»

Шахматная гора — каскад, расположенный на склоне террасы, с чёрно-белыми, «шахматными» плато.
На верху каскада находится грот, окружённый тремя красочными фигурами драконов, из пастей которых вырываются струи воды. Каскад состоит из четырёх уступов и заканчивается круглым бассейном. По обе стороны каскада построены лестницы, украшенные белокаменными статуями.
Римские фонтаны
Фонтаны называются римскими, так как их внешний облик скопирован с двух фонтанов, установленных в Риме, на площади перед собором Святого Петра.
«Римские фонтаны» появились в парке в 1739 году и были выполнены из дерева с обшитыми свинцом чашами по проекту архитекторов И. Бланка и И. Давыдова.
В годы Великой Отечественной войны фашисты повредили мраморную облицовку пирамид, разрушили бассейны, подорвали трубопроводы. Отреставрированы фонтаны были уже в 1949 году.
Высота фонтанов более 10 метров.

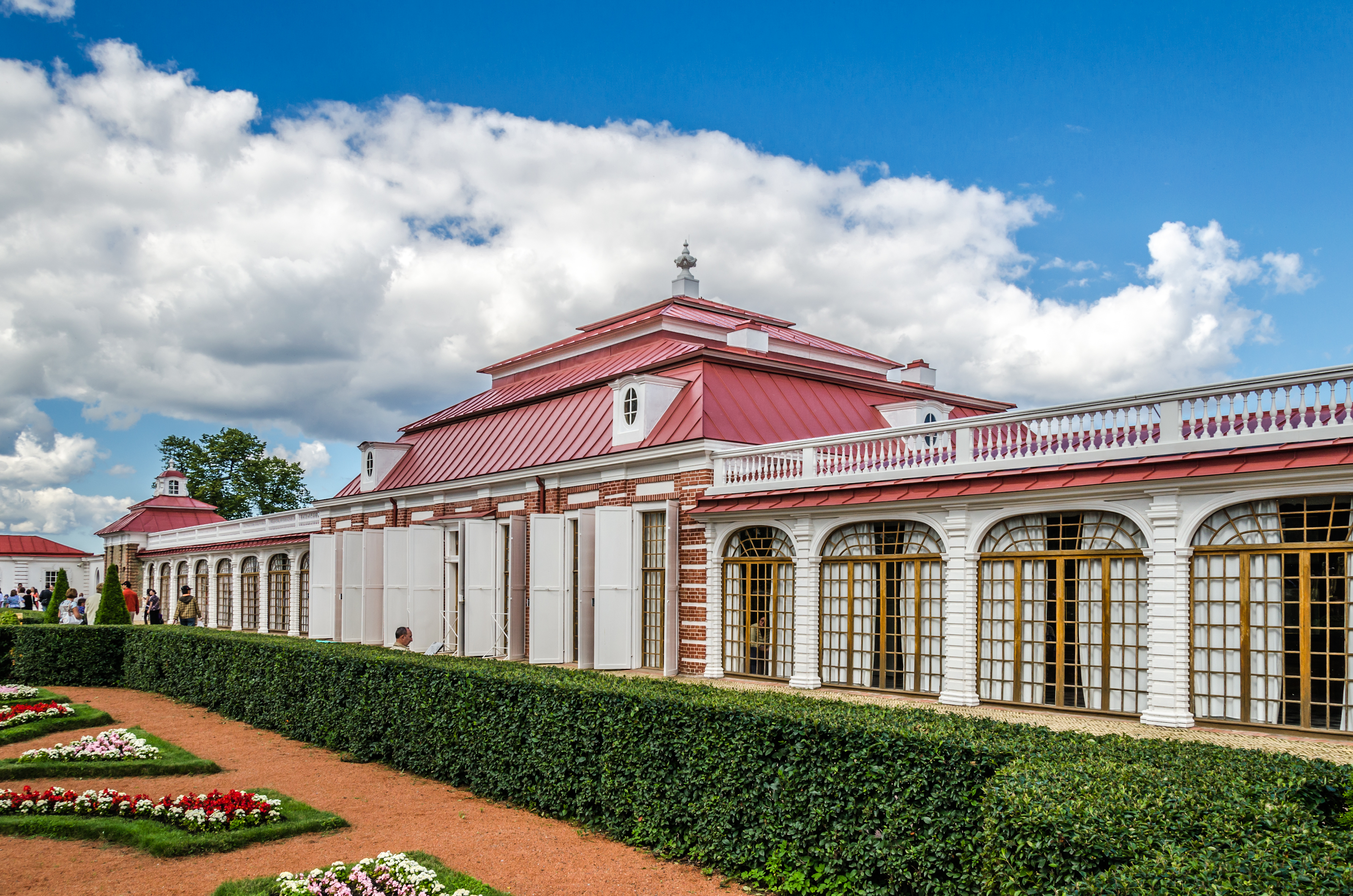
Дворец Монплезир
В переводе с французского (фр. mon plaisir) название дворца означает «моё удовольствие» — именно так назвал его Пётр I. Монплезир расположен в восточной части Нижнего парка, прямо на берегу Финского залива. Здание строилось с 1714 по 1723 гг.
Монплезир был любимым дворцом Петра I — внутреннее и внешнее убранства дворца отличают строгость и рациональность. К центральному залу дворца примыкают шесть помещений, вместе образующие главный объём здания, от которого отходят галереи, завершающиеся павильонами-люстгаузами. Среди комнат особо надо выделить жилые — Кабинет и Спальню Петра Великого.
После смерти Петра I дворец превратился в своеобразный музей, посвящённый императору — после его кончины здесь ничего не менялось. В настоящее время в Монплезире представлена первая в России коллекция картин европейских художников XVII—XVIII веков (картины приобретены самим императором). В Лаковом кабинете, оформленном в китайском стиле, на резных полочках-консолях, как и в XVIII веке, выставлена коллекция китайского фарфора.
В годы Великой Отечественной войны дворец сильно пострадал, но разрушен не был.
Екатерининский корпус

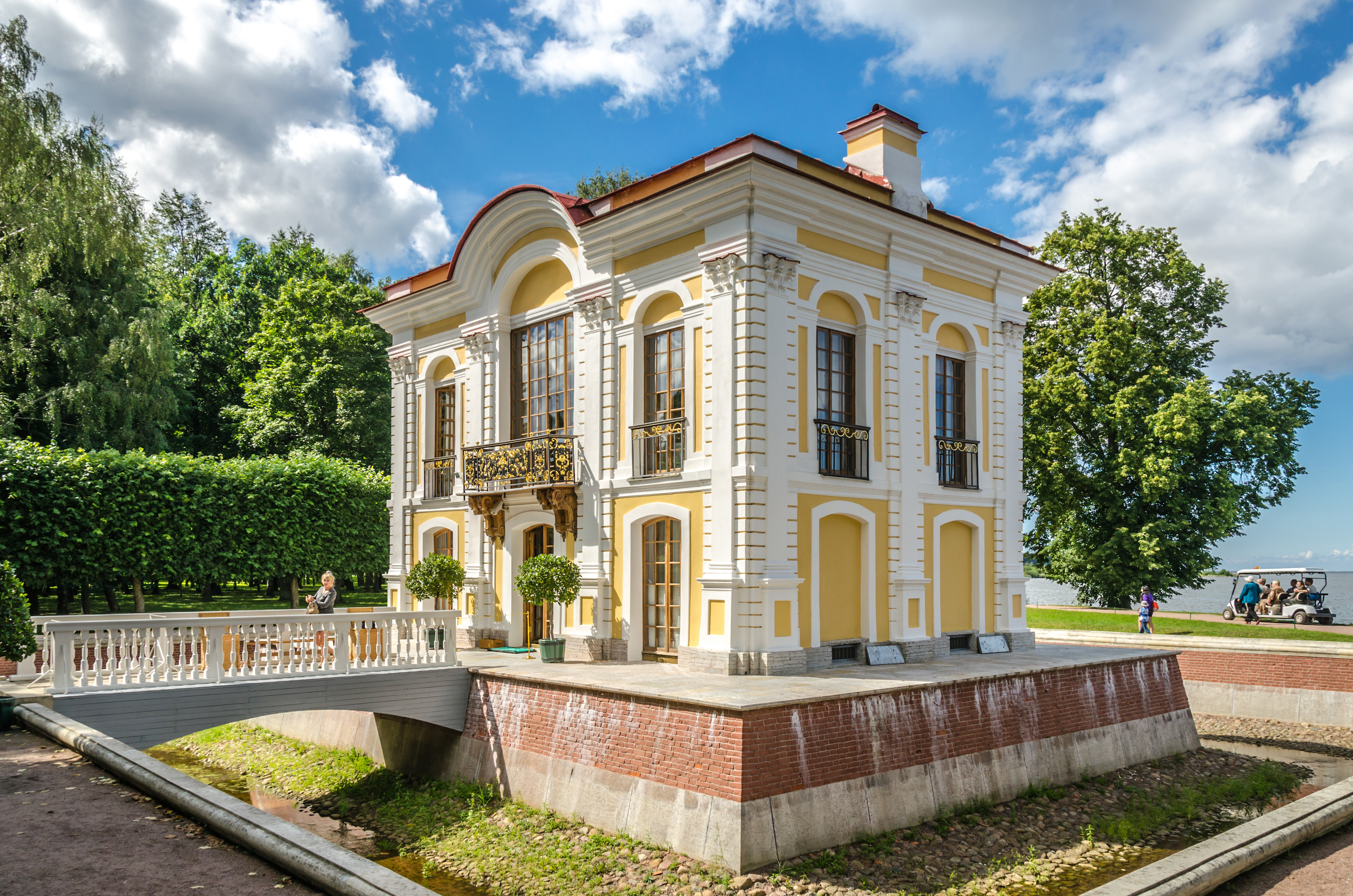
Павильон «Эрмитаж»

Екатерининский корпус был построен при Елизавете Петровне по проекту архитектора Ф. Растрелли в стиле барокко и состоял из двух зданий, соединённых между собой галереей: каменного корпуса для проведения балов и приёмов и деревянного жилого флигеля. В этом флигеле жила Екатерина II в бытность супругой наследника престола Петра Федоровича. Именно отсюда она отправилась в Петербург для провозглашения себя императрицей в день дворцового переворота 28 июня 1762 года. Так корпус получил своё название.
Екатерина решила избавиться от растреллевских интерьеров, которые были переделаны архитектором Кваренги в классическом стиле. Внутреннее убранство окончательно оформилось в царствование Александра I. В XIX веке в корпусе останавливались гости, проводились балы.
В годы Великой Отечественной войны деревянный флигель сгорел, а каменный получил очень сильные повреждения. Экспонаты, которые не успели эвакуировать, были утрачены, а значительная сохранённая часть коллекции послужила основой при формировании в восстановленном здании экспозиции музея, посвящённой искусству первой четверти XIX века.
Первая комплексная реставрация самого большого парадного дворца Нижнего парка была завершена в конце мая 1986 года. Очередная, самая масштабная реставрация Екатерининского корпуса, начатая в 2018 году, завершилась его открытием в мае 2021 года. 9 залов дворца восстановлены с максимальной тщательностью: очищена лепка, изразцовые печи и камины; отреставрирована декоративная роспись; в новом паркете использованы исторические породы дерева — дуб, дуб морёный и тик; шторы ткались на старинных станках на специальной реставрационной фабрике. Экспозиция адаптирована к потребностям людей с ограниченными возможностями: есть пандусы, надписи шрифтом Брайля и рельефные изображения картин для слабовидящих и незрячих посетителей.
Фонтан «Сноп»
Фонтан «Сноп» — один из первых фонтанов Петергофа, построенных по указанию Петра I. Создан он был в 1722—1723 годах архитектором Н. Микетти и фонтанным мастером Суалемом. Центр композиции — высокая туфовая тумба в виде связки колосьев (снопа), из которой бьёт мощная струя воды. Ниже по кругу располагаются ещё 24 наклонные, более тонкие струи.
Фонтан-шутиха «Диванчики»
Фонтан-шутиха «Диванчики» — самый старый из всех шутих Петергофа, создан в 1721—1723 годах.
Фонтан «Солнце»
Фонтан «Пирамида»
В восточной части Нижнего парка, в боковой аллее находится фонтан, особенно поражающей своей многоводностью и удивительным рисунком. Издалека он напоминает триумфальное сооружение. В 1717 году Пётр I, будучи во Франции, обратил внимание на водомёт в виде трёхгранного обелиска. В 1721 году, после окончательной победы над шведами, он вспомнил об этом водном монументе и поручил Н. Микетти повторить версальский проект. Спустя три года «Пирамида» — так назвали фонтан — была пущена.
Принцип её работы прост, эффект пирамиды достигался путём последовательного уменьшения диаметра 505 медных трубок по мере приближения к центру фонтана, отчего напор воды в них возрастал, и соответственно росла высота струи.
|                   |                 |               |                 |              |
| Фонтан «Пирамида» | Фонтан «Самсон» | Фонтан «Сноп» | Римские фонтаны | Фонтан «Ева» |